# Pannalal Ghosh

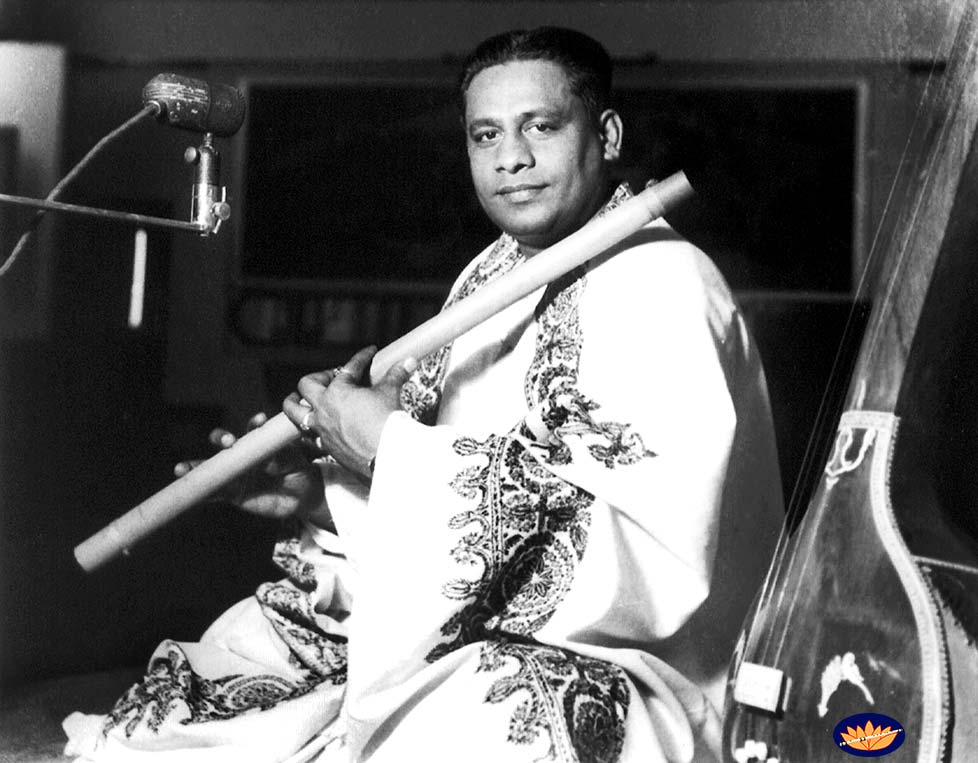
Pannalal Ghosh

Pannalal Ghosh (geboren als Amal Jyoti Ghosh; * 24. Juli 1911 in Barishal; † 20. April 1960 in Neu-Delhi), bekannt als Panna Babu war ein indischer Bansurispieler, Musikpädagoge und Komponist.

## Leben
Ghosh hatte in seiner Kindheit Sitarunterricht bei seinem Vater Harkumar Ghosh und wurde auch von seinem Onkel, dem Sänger Bhavaranjan Mazumdar unterrichtet. Im Alter von dreizehn Jahren wurde er mit der neunjährigen Parul Biswas, der jüngeren Schwester seines Freundes Anil Biswas verheiratet, die später als Playbacksängerin im Film bekannt wurde. In seiner Gymnasialzeit Ende der 1920er Jahre schloss Ghosh sich der indischen Unabhängigkeitsbewegung an. Er wurde der beste Schüler des Gymnasiums und war auch sportlich mit Martial Arts, Boxen und Stockkampf aktiv.
Im Alter von siebzehn Jahren ging er nach Kalkutta. Dort lebte er bei seiner Schwester, der Sängerin Parimal Kana Roy und ihrem Mann, dem Boxer Lalit Chandra Roy, mit dem er regelmäßig trainierte. Er arbeitete für das bengalische Literaturmagazin Prabashi und gewann daneben als Boxer die All Bengal Competition. Nach dem Tod seines Vaters 1929 wurde er Trainer in einem Athletikclub in Kalkutta. Um sein Einkommen zu verbessern, arbeitete er außerdem als Stummfilmmusiker.
In den nächsten Jahren arbeitete er daran, die Bansuri zu einem vollwertigen Konzertinstrument zu entwickeln. Er vergrößerte die Bambusflöte auf eine Länge von etwa 80 cm, perfektionierte darauf seine Spieltechnik und begann bei den großen Musikkonferenzen in Indien aufzutreten. 1936 begann er mit Rai Chand Boral, dem musikalischen Leiter der Filmgesellschaft New Theatres zusammenzuarbeiten. Im Folgejahr wurde Kushi Mohammed Khan sein Lehrer. Als Leiter der Tanztruppe des Fürstenstaats Seraikela besuchte er 1938 Europa. Nach seiner Rückkehr nach Indien nahm er Unterricht bei Girija Shankar Chakravarti.
1940 ging er nach Bombay, um sein Studium bei Haripada Choudhary fortzusetzen. Zugleich begann er für die Filmgesellschaft Bombay Talkies zu arbeiten und wirkte als Komponist und Musiker an mehreren Filmproduktionen mit. 1947 wurde er schließlich von Allauddin Khan als Schüler angenommen. Ab 1956 arbeitete Panna Babu für All India Radio (AIR) und wurde vom indischen Minister für Information und Rundfunk B. V. Keskar als Komponist  und Dirigent des Indian National Orchestra und Produzent für AIR Delhi berufen. Diese Posten hatte er bis zu seinem plötzlichen Tod nach einer Herzattacke im Alter von 48 Jahren inne.
Pannalal Ghoshs Tochter Shanti-Sudha heiratete Devendra Murdeshwar, einen Schüler ihres Vaters. Ihr Sohn Anand Murdeshwar wurde gleichfalls als Flötenspieler bekannt. Weitere prominente Schüler Panna Babus waren V. G. Karnad und Nityanand Haldipur.

## Schüler Pannalal Ghoshs
- Haripada Choudhary
- Aminur Rehman
- Fakirchanda Samanta
- Sudhanshu Choudhury
- Mukul Roy
- Gaur Goswami
- Tribhuvan Gondkar
- Rasbihari Desai
- Devendra Murdeshwar
- V .G. Karnad
- Chandrakant Joshi
- Mohan Nadkarni
- Prabhakar Nachane
- Niranjan Haldipur
- Nityanand Haldipur
- Krishnarao D. Desai
- Ramaprasad Mukherjee
- Mahesh Mastfakir
- Sharad Maholay
- Bhailal Barot
- Suraj Narain Purohit
- Hari Chabria